# Meriones libycus
Meriones libycus is een zoogdier uit de familie van de Muridae. De wetenschappelijke naam van de soort werd voor het eerst geldig gepubliceerd door Lichtenstein in 1823.